# Alfa Romeo MiTo
De Alfa Romeo MiTo is een auto uit de economyklasse van het Italiaanse automerk Alfa Romeo. De auto werd officieel geïntroduceerd op 19 juni 2008 in het Castello Sforzesco te Milaan.
De auto wordt gebouwd op hetzelfde platform als de Fiat Grande Punto dat tevens wordt gebruikt voor de Opel Corsa D. De auto is een driedeurs hatchback met voorwielaandrijving. Het ontwerp is gedaan door Centro Stile en bevat overeenkomsten met de Alfa Romeo 8C. Tot en met 2019 verkocht Alfa Romeo in Europa meer dan 275.000 exemplaren van de MiTo.

## Naamgeving
Op 14 maart 2008 werd de naam van de auto bekendgemaakt. MiTo verwijst naar twee Italiaanse steden Milaan (Milano) voor het ontwerp en Turijn (Torino) waar hij geproduceerd wordt. Verder is het ook een speling met het Italiaanse woord "mito", wat "mythe" of "legende" betekent.

## Kenmerken

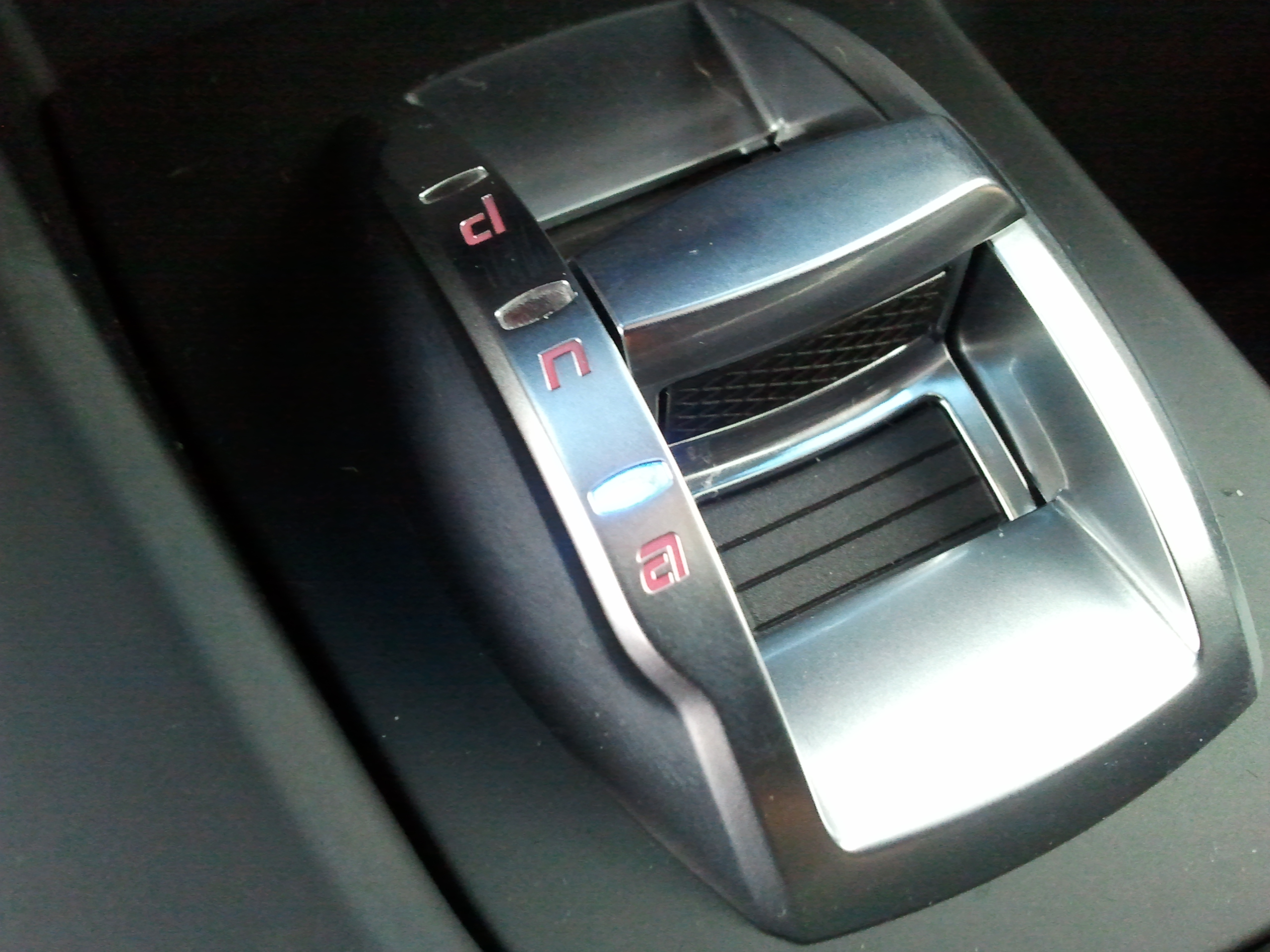
Alfa's DNA systeem

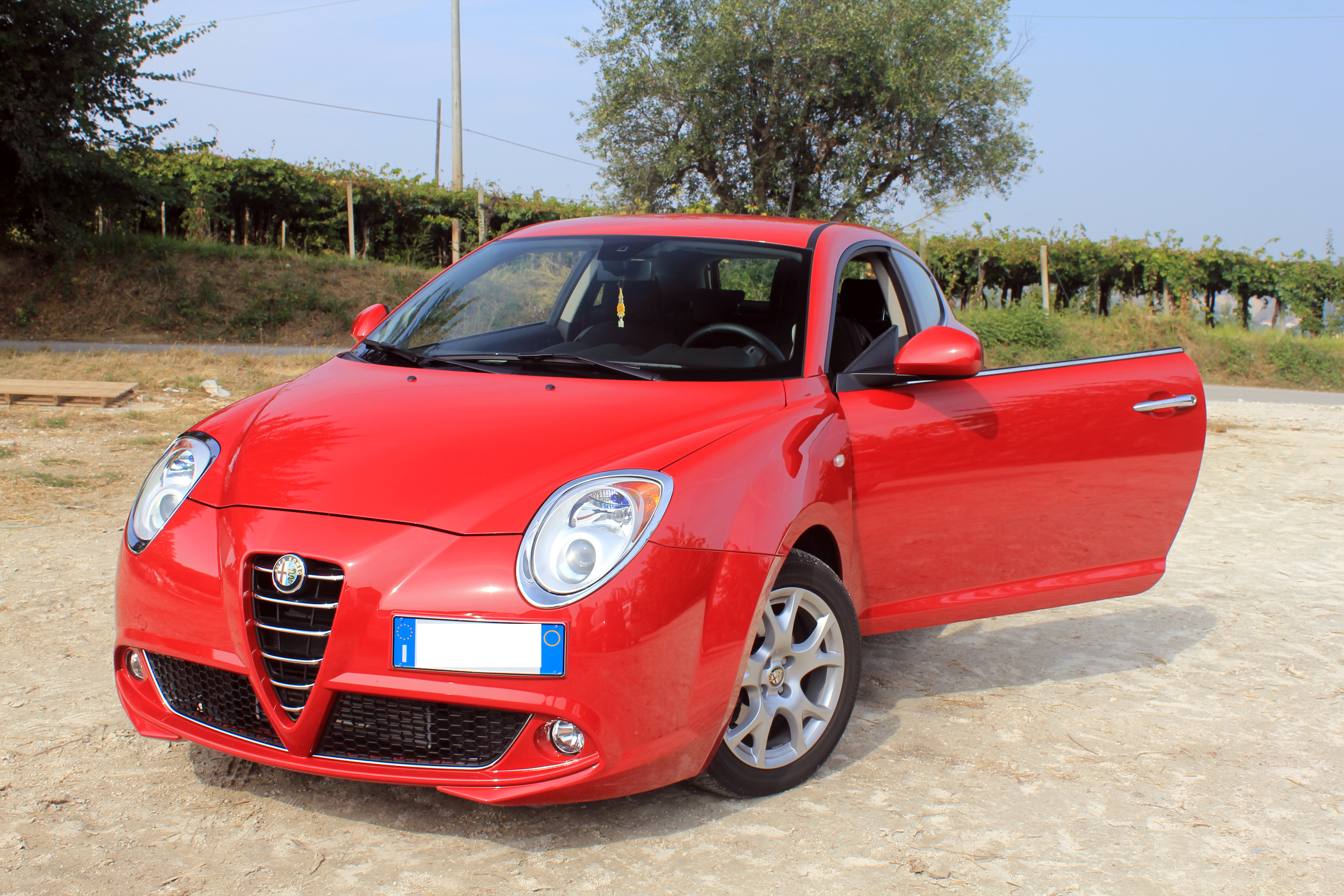
Vooraanzicht van de MiTo

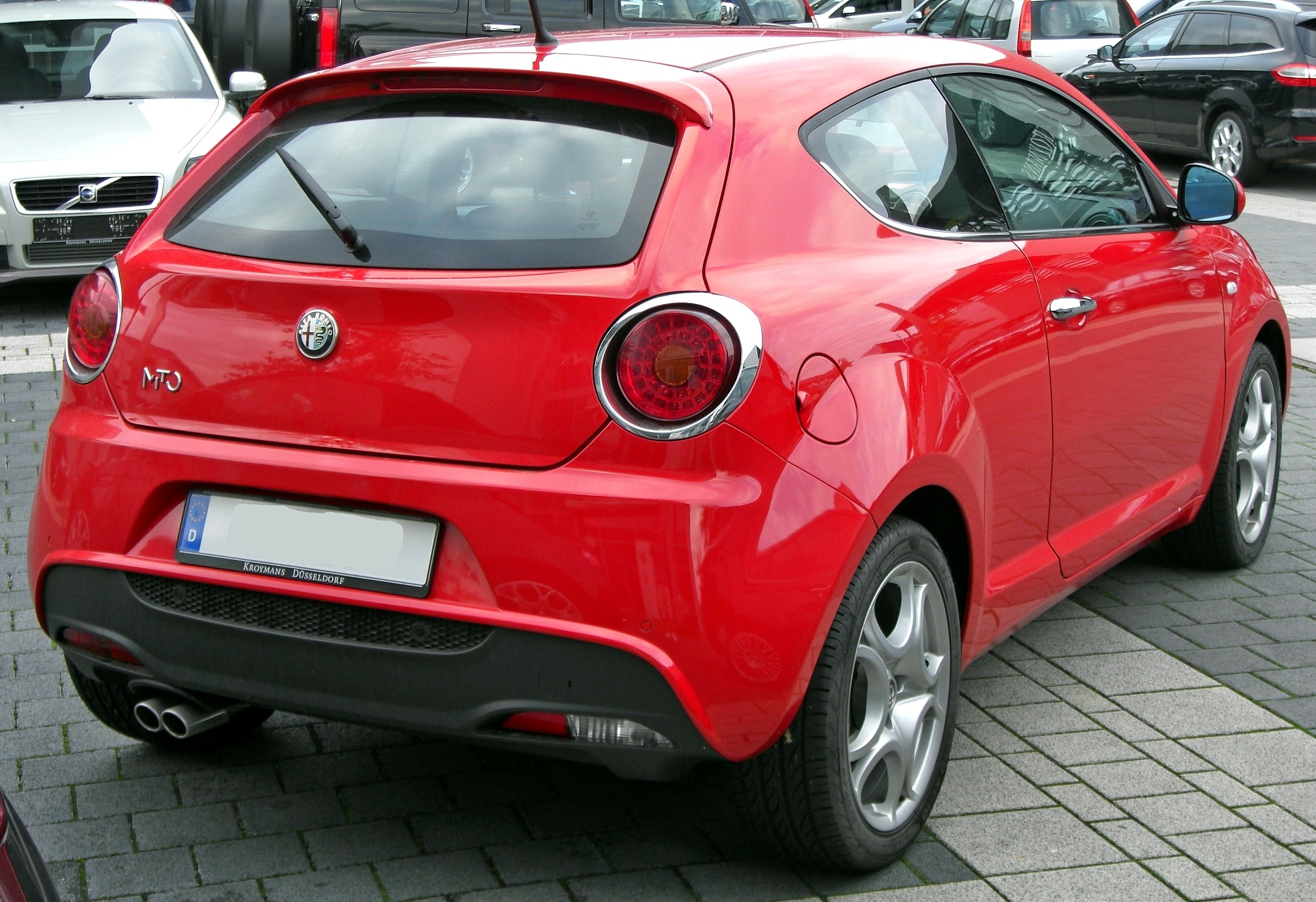
Achteraanzicht van de MiTo

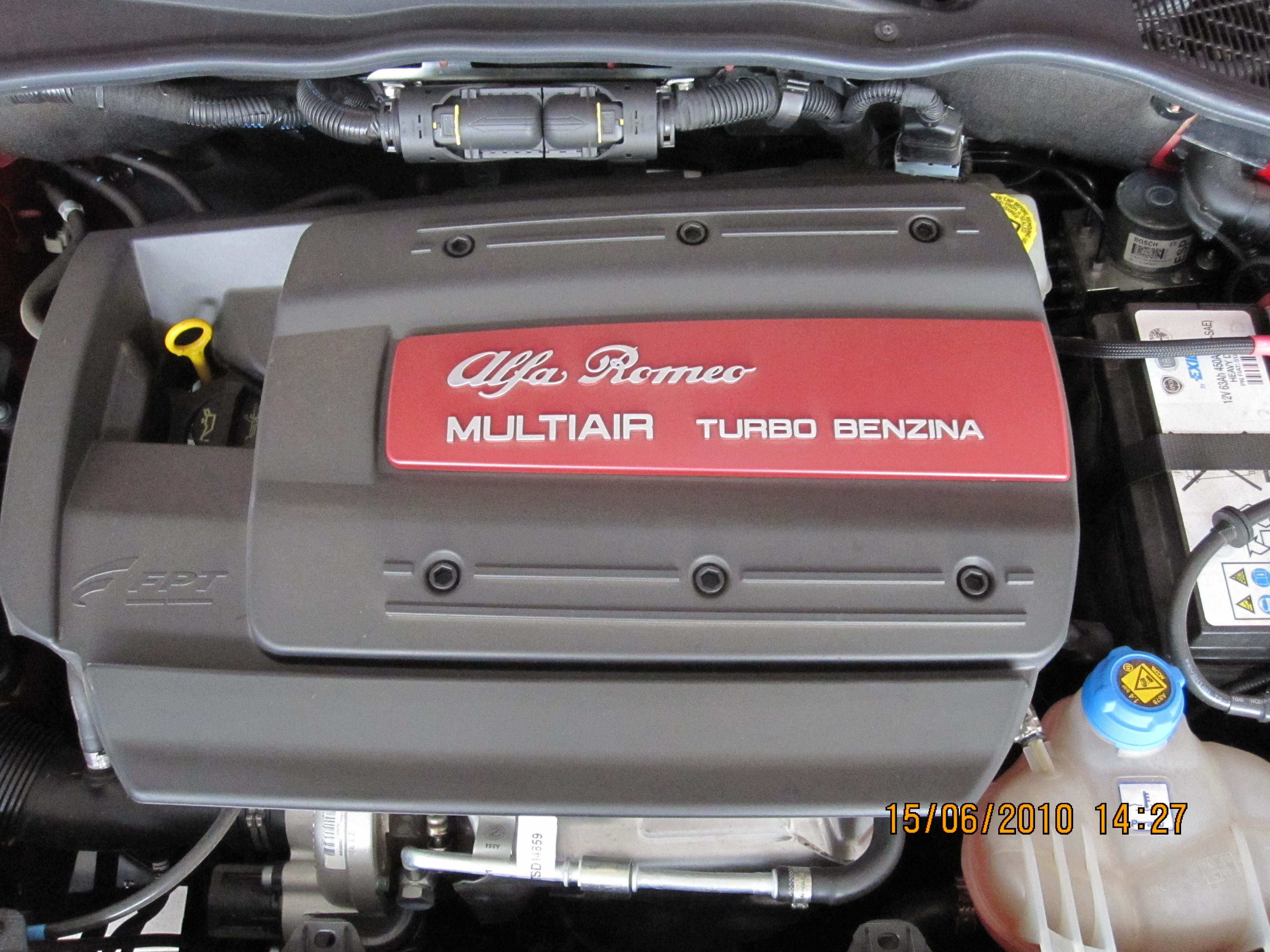
De 1.4 MultiAir Turbomotor uit de MiTo

Alle uitvoeringen van de Mito beschikken over het Alfa DNA systeem, waarbij de bestuurder kan kiezen tussen drie karakters die van invloed zijn op o.a. de gasrespons, remmen, differentieel, feedback in het stuurwiel, ophanging, motor en versnellingsbak. De D staat voor Dynamic: de sportieve rijmodus. N staat voor Normal, de standaardmodus, en A voor All-Weather: voor slechte weersomstandigheden. Ook heeft de Mito standaard LED achterlichten, Start/Stop systeem en een Q2 elektronisch differentieel. Dit laatste wordt geactiveerd in de Dynamic modus en zorgt voor meer grip in de bochten en minder tractieverlies. 

### MultiAir technologie
De Mito beschikt over motoren met zogenaamde Multiair- of Twinair technologie. Deze innovatieve technologie is ontwikkeld door Fiat Powertrain Technologies (FPT). Multiair zorgt voor een volledige controle van de binnenstromende lucht in de motor. Dit resulteert in een efficiënt lopende motor, meer koppel, meer vermogen, een lager brandstofverbruik en minder CO2 uitstoot. Ook is de Multiair motor makkelijker te starten, een  start/stop systeem is gemonteerd. De meest zuinige benzinemotor met deze technologie is 0.9 Twinair, met een gecombineerd verbruik van slechts 4.2L/100km en een CO2 emissie van 99g/km. Er bestaat ook een 1.3 liter dieselvariant.
De Mito scoorde vijf sterren op de EuroNCAP crashtest.
In 2010 werd een zesbak TCT (FPT) automaat geïntroduceerd. Deze versnellingsbak beschikt over een dubbele koppeling en kan een koppel van zo'n 350 Nm aan. In hetzelfde jaar verscheen het nieuwe Blue&Me-navigatie systeem.

## Quadrifoglio Verde
De snelste uitvoering, de Quadrifoglio Verde (QV), werd in 2009 op de Frankfurt motorshow gepresenteerd. Deze versie beschikt over een 170 pk sterke 1.4 liter Multiair motor, een nieuwe sportieve ophanging en een nieuwe zestraps C635 FPT versnellingsbak. Deze nieuwe multiair technologie resulteert in een verbruik van 6 liter per 100 km (gecombineerd) en een CO2 emissie van 139g/km.

## Facelift
In 2016 verscheen een facelift waarin het nieuwe Alfa logo is opgenomen. Ook is de neus enigszins aangepast. De modellen line-up veranderde in: Mito, Super en Veloce, waarin de 170pk QV modellen vanaf nu Veloce heten.

## Prestaties
| Motor                 | Aantal Cilinders | Volume  | Vermogen                    | Koppel            | 0–100 km/h | Topsnelheid | Jaar       |
| Benzine               | Benzine          | Benzine | Benzine                     | Benzine           | Benzine    | Benzine     | Benzine    |
| --------------------- | ---------------- | ------- | --------------------------- | ----------------- | ---------- | ----------- | ---------- |
| 0.9 TwinAir 85        | I2               | 875cc   | 63 kW (85 PK) at 5500 rpm   | 145Nm at 2000 rpm | 12.5       | 174 km/h    | 2011–2012  |
| 1.4 MPI               | I4               | 1,368cc | 58 kW (78 PK) at 6000 rpm   | 120Nm at 4750 rpm | 12.3       | 165 km/h    | 2008–      |
| 1.4 MPI               | I4               | 1,368cc | 70 kW (95 PK) at 6000 rpm   | 129Nm at 4750 rpm | 11.2       | 180 km/h    | 2008–      |
| 0.9 Twinair 105       | I2               | 875cc   | 78 kW (105 PK) at 5750 rpm  | 145Nm at 2000 rpm | 11.4       | 184 km/h    | 2011       |
| 1.4 TB                | I4               | 1,368cc | 88 kW (120 PK) at 5000 rpm  | 206Nm at 1750 rpm | 8.8        | 195 km/h    | 2008–2009  |
| 1.4 TB                | I4               | 1,368cc | 114 kW (155 PK) at 5500 rpm | 230Nm at 3000 rpm | 8.0        | 215 km/h    | 2009–      |
| 1.4 MPI (multiair)    | I4               | 1,368cc | 77 kW (105 PK) at 6500 rpm  | 130Nm at 4000 rpm | 10.7       | 187 km/h    | 2009–      |
| 1.4 TB (multiair)     | I4               | 1,368cc | 99 kW (135 PK) at 5250 rpm  | 206Nm at 1750 rpm | 8.4        | 207 km/h    | 2009–      |
| 1.4 TB (multiair) TCT | I4               | 1,368cc | 99 kW (135 PK) at 5250 rpm  | 230Nm at 1750 rpm | 8.2        | 207 km/h    | 2010–      |
| 1.4 TB (multiair)     | I4               | 1,368cc | 125 kW (170 PK) at 5500 rpm | 250Nm at 2500 rpm | 7.5        | 219 km/h    | 2009–      |
| 1.4 TB (multiair) TCT | I4               | 1,368cc | 125 kW (170 PK) at 5500 rpm | 250Nm at 2500 rpm | 7.3        | 219 km/h    | 2014–      |
| Diesel                |                  |         |                             |                   |            |             |            |
| 1.3 JTD               | I4               | 1,248cc | 66 kW (90 PK) at 4000 rpm   | 200Nm at 1750 rpm | 11.8       | 178 km/h    | 2008–2009  |
| 1.3 JTD               | I4               | 1,248cc | 70 kW (95 PK) at 4000 rpm   | 200Nm at 1500 rpm | 11.6       | 180 km/h    | 2009–      |
| 1.3 JTD               | I4               | 1,248cc | 62 kW (85 PK) at 3500 rpm   | 200Nm at 1500 rpm | 12.9       | 174 km/h    | UK version |
| 1.3 JTD               | I4               | 1,248cc | 62 kW (85 PK) at 3500 rpm   | 200Nm at 1500 rpm | n/a        | n/a         | 2011–      |
| 1.6 JTD               | I4               | 1,598cc | 88 kW (120 PK) at 3750 rpm  | 200Nm at 1750 rpm | 9.7        | 198 km/h    | 2008–      |
| LPG                   |                  |         |                             |                   |            |             |            |
| 1.4 Turbo GPL         | I4               | 1,368cc | 88 kW (120 PK) at 5000 rpm  | 206Nm at 1750 rpm | 8.8        | 198 km/h    | 2009–      |

## Onderscheidingen
2013 
- "Bestes Auto des Jahres 2013" – Import small cars category – Auto, Motor und Sport[4]

2011
- Die besten autos 2011 – Import small cars category – Auto, Motor und Sport[5]

2010
- What Car? Reader Awards – Supermini category winner[6]
- "My favorite cars" Small cars category Quattroruote
- Die besten autos 2010 – Import small cars category – Auto, Motor und Sport

2009
- "Auto Europa 2009" – UIGA (Union of Italian Motoring Journalists)
- "Best cars 2009" – Portugal Motopress Magazine – Utilitarian category – (February '09)
- "Best car 2009" – Slovenia – Avto Magazin – Small cars category – (February '09)

2008
- "New car of the year" – Readers of Quattroruote
- "My favorite cars" – Readers of Quattroruote – Small cars category
- "Most beautiful car of 2008" – Repubblica.it
- "Auto lider 2008" – Poland – Survey of automotive press (February '09)
- "Top cars of 2008" – Poland – "Motor" and "Auto Moto" (February '09)
- "Most beautiful car of 2008" – Poland – "Motor" e "Auto Moto" (February '09)

source: